# Kvarnholmasjön
Kvarnholmasjön är en sjö i Marks kommun i Västergötland och ingår i Viskans huvudavrinningsområde.